# UFC on ESPN: Barboza vs. Chikadze
UFC on ESPN: Barboza vs. Chikadze (conosciuto anche come UFC on ESPN 30, oppure UFC Vegas 35) è stato un evento di arti marziali miste tenuto dalla Ultimate Fighting Championship il 28 agosto 2021 all'UFC APEX di Las Vegas, negli Stati Uniti.

## Risultati
|                  | Divisione             |                      |                 |                    | Metodo                                      | Round           | Tempo           | Premio          |
| Card Principale  | Card Principale       | Card Principale      | Card Principale | Card Principale    | Card Principale                             | Card Principale | Card Principale | Card Principale |
| ---------------- | --------------------- | -------------------- | --------------- | ------------------ | ------------------------------------------- | --------------- | --------------- | --------------- |
|                  | Pesi piuma            | Giga Chikadze        | batte           | Edson Barboza      | KO tecnico (pugni)                          | 3               | 1:44            | POTN            |
|                  | Pesi medi             | Bryan Battle         | batte           | Gilbert Urbina     | Sottomissione (rear-naked choke)            | 2               | 2:15            |                 |
|                  | Pesi gallo            | Ricky Turcios        | batte           | Brady Hiestand     | Decisione non unanime (29–28, 28–29, 29–28) | 3               | 5:00            |                 |
|                  | Pesi welter           | Daniel Rodriguez     | batte           | Kevin Lee          | Decisione unanime (29–28, 29–28, 29–28)     | 3               | 5:00            |                 |
|                  | Pesi medi             | Andre Petroski       | batte           | Micheal Gillmore   | KO tecnico (gomitate e pugni)               | 3               | 3:12            |                 |
|                  | Pesi medi             | Gerald Meerschaert   | batte           | Makhmud Muradov    | Sottomissione (rear-naked choke)            | 2               | 1:49            | POTN            |
| Card Preliminare |                       |                      |                 |                    |                                             |                 |                 |                 |
|                  | Pesi medi             | Abdul Razak Alhassan | batte           | Alessio Di Chirico | KO (calcio alla testa)                      | 1               | 0:17            | POTN            |
|                  | Pesi medi             | Wellington Turman    | batte           | Sam Alvey          | Decisione non unanime (27–28, 28–27, 28–27) | 3               | 5:00            |                 |
|                  | Pesi mediomassimi     | Dustin Jacoby        | batte           | Darren Stewart     | KO tecnico (pugni)                          | 1               | 3:04            |                 |
|                  | Pesi mosca femminili  | JJ Aldrich           | batte           | Vanessa Demopoulos | Decisione unanime (30–27, 30–27, 30–27)     | 3               | 5:00            |                 |
|                  | Pesi piuma            | Pat Sabatini         | batte           | Jamall Emmers      | Sottomissione (heel hook)                   | 1               | 1:53            | POTN            |
|                  | Catchweight (140 lbs) | Mana Martinez        | batte           | Guido Cannetti     | Decisione unanime (30–27, 30–27, 30–27)     | 3               | 5:00            |                 |

## Premi
I lottatori premiati ricevettero un bonus di 50.000 dollari.
Legenda:
- FOTN: Fight of the Night (vengono premiati entrambi gli atleti per il miglior incontro dell'evento)
- POTN: Performance of the Night (viene premiato il vincitore per la migliore performance dell'evento)